# تونتشي مارتيتش
تونتشي مارتيتش هو لاعب كرة قدم كرواتي في مركز الهجوم، ولد في 23 نوفمبر 1972 في سبليت في كرواتيا. لعب مع نادي سيغيستا ونادي موسكرون وهايدوك سبليت.

## وصلات خارجية
- تونتشي مارتيتش على موقع قاعدة بيانات كرة القدم.إي يو (الإنجليزية)
- تونتشي مارتيتش على موقع عالم كرة القدم.نت (الإنجليزية)